# Nogueira de Ramuín
Nogueira de Ramuín es un municipio de la provincia de Orense en Galicia, España, en la Ribeira Sacra. El municipio está formado por trece parroquias y tiene su capital en Luintra. Tiene una extensión de 98,3 km² y una población de 2381 habitantes según el censo del año 2011.

## Situación
Integrado en la comarca de Orense, la sede del ayuntamiento, Luíntra, se sitúa a 19 kilómetros de la capital orensana. El término municipal está atravesado por la carretera N-120 entre los pK 549 y 556, además de por varias carreteras locales que permiten la comunicación entre las parroquias. 
Geográficamente se encuentra entre la depresión orensana y la extensa área centro oriental de la provincia, ocupando un conjunto de tierras elevadas (entre 800 y 1000 metros), que se organizan básicamente en dos grandes unidades de relieve. La primera aparece constituida por tres niveles de penillanura, con cimas suaves, aplanadas y muy afectadas por la erosión, que cubren toda la mitad oriental del municipio, prolongándose hasta las gargantas del Sil. La segunda unidad se estructura en torno a los valles y riberas de los ríos Miño y Loña, situados al oeste del término municipal. La altitud oscila entre los 1187 metros en la zona montañosa oriental cercana a Cabeza de Meda y los 120 metros a orillas del río Miño. La capital del municipio se alza a 616 metros sobre el nivel del mar. 
| Noroeste: La Peroja                  | Norte: Pantón (Lugo)           | Noreste: Sober (Lugo)                   |
| Oeste: La Peroja y Pereiro de Aguiar |                                | Este: Parada de Sil                     |
| Suroeste: Pereiro de Aguiar          | Sur: Pereiro de Aguiar y Esgos | Sureste: Esgos y Junquera de Espadañedo |

## Geografía humana

### Demografía
Cuenta con una población de 2048 habitantes (INE 2024).
| Gráfica de evolución demográfica de Nogueira de Ramuín entre 1842 y 2021                                                                                      |
| |
| Población de derecho según los censos de población del INE Población de hecho según los censos de población del INEEn este censo se denominaba Nogueira: 1842 |

### Organización territorial
El municipio está formado por ciento cinco entidades de población distribuidas en trece parroquias:
- Armariz (San Cristóbal)[7]
- Campo[5] (San Miguel)[8][6]
- Carballeira[5] (San José)[9]
- Cerreda (Santiago)
- Faramontaos (Santa María)
- Loña del Monte[5] (San Salvador)[10]
- Luíntra (Santa Baia)
- Moura (San Juan)[11]
- Nogueira[5] (San Martín)[12]
- Ribas del Sil[5] (San Esteban)[13]
- Rubiacós[5] (Santa Cruz) [14][6]
- Villar de Cerreda[5] (Santa Eulalia)[15]
- Viñoás (Santa María)

## Patrimonio
En el municipio se conservan vestigios de diferentes épocas, siendo los restos románicos los más relevantes. Existen los dólmenes de Moura y de Lamagorzos.
- Monasterio de San Esteban de Ribas de Sil, monasterio románico.
- Iglesia románica de San Martín de Nogueira.
- Iglesia románica de San Cristóbal de Armariz

Existen petos de ánimas en San Miguel do Campo, Eiradela, Pacios y Liñares.